# Even HaEzer
Even HaEzer, és una secció del llibre Arba Turim del Rabí Jacob ben Asher, i del Xulhan Arukh del Rabí Yossef Qaro. Aquesta secció tracta sobre els aspectes de la llei jueva (halacà) relacionats amb el matrimoni, el divorci, i la conducta sexual. Even HaEzer tracta sobre diversos temes, entre ells cal destacar: el manament de la reproducció, com un home adquireix una esposa, les obligacions entre el marit i l'esposa, i les lleis relatives al divorci, la manera de dissoldre un matrimoni si és necessari. El Xulhan Arukh conté principalment les lleis seguides pels jueus sefardites (els jueus d'Espanya, Àfrica del Nord, i Orient Mitjà). Even HaEzer, igualment que les altres tres seccions del Xulhan Arukh, també conté les lleis seguides pels asquenazites, (els jueus que vivien a Europa central i oriental), i que van ser incloses en aquest text pel Rabí Moisès Isserles) en la dècada de 1570. Quan aquestes notes del Rabí Moisès Isserles van ser incloses en el text, el Xulhan Arukh va esdevenir el codi universalment acceptat de la llei jueva.